# Xã Washington, Quận Lawrence, Ohio
Xã Washington (tiếng Anh: Washington Township) là một xã thuộc quận Lawrence, tiểu bang Ohio, Hoa Kỳ. Năm 2010, dân số của xã này là 239 người.